# Крістіан Матра
Крістіа́н Матра́ (фр. Christian Matras; 29 грудня 1903, Валанм, Дром,
Франція — 4 травня, 1977, Париж, Франція) — французький кінооператор.

## Біографія
Крістіан Матра почав кар'єру в кінематографі у 1925 році, допомагаючи братові, який керував студією, що спеціалізувалася на трюках на спецефектах. У 1926-28 роках працював репортером в журналі Eclair Journal. З 1926-го був оператором кінохроніки. На початку 1930-х зняв кілька документальних фільмів. З 1932 року почав роботу в художньому кіно.
У 1937 році Матра був оператором знаменитого фільму Жана Ренуара «Велика ілюзія». До війни співпрацював також з режисерами Жаном Епштейном, Марселем Л'Ерб'є, П'єром Шеналем, Марком Аллегре, Жульєном Дювів'є, Абелем Ґансом та іншими.
У повоєнний період своєї операторської кар'єри Крістіан Матра був постійним оператором Крістіана-Жака («Фанфан-тюльпан», 1952, та ін.). Знімав також фільми з Максом Офюльсом, Жаном Деланнуа, Жаном Кокто, Андре Каяттом, Анрі-Жоржем Клузо, Жераром Урі, Рене Клером, Луїсом Бунюелем та іншими видатними режисерами французького кіно.
Наприкінці 1960-х років Крістіан Матра взяв участь у кількох проектах іноземних режисерів: у 1967 році зняв фільм італійського режисера Вітторіо Де Сіки «Сім разів жінка» та у 1971-му «Вар'єте» іспанця Хуана Антоніо Бардема.
Крістіан Матра помер 4 травня 1977 року в Парижу у віці 73-х років.

## Фільмографія
- 1928 : Мальдона / Maldone
- 1932 : Квиток на проживання / Le billet de logement
- 1934 : Хазяйка Ліванського замку / La châtelaine du Liban
- 1934 : Скандал / Le scandale
- 1934 : Пакебот «Тенасіті» / Le paquebot Tenacity
- 1934 : Будинок в дюнах / La maison dans la dune
- 1935 : Справа півника / L'affaire Coquelet
- 1935 : Дітвора / La marmaille
- 1936 : Материнство / Maternité
- 1936 : Прокляті / Les réprouvés
- 1936 : Не можна гуляти абсолютно голою / Mais n'te promène donc pas toute nue
- 1937 : Велика ілюзія / La grande illusion
- 1937 : Співачка з півночі / Le chanteur de minuit
- 1938 : Слід півдня / La piste du sud
- 1938 : Паризьке кафе / Café de Paris
- 1938 : Вхід для артистів / Entrée des artistes
- 1938 : Я співаю / Je chante
- 1939 : Кінець дня / La fin du jour
- 1939 : Останній поворот / Le dernier tournant
- 1940 : Втрачений рай / Paradis perdu
- 1940 : У дивовижну ніч / La nuit merveilleuse
- 1941 : Парад семи ночей / Parade en 7 nuits
- 1941 : Романс Парижа / Romance de Paris
- 1941 : Ланцюговий вимикач / Le briseur de chaînes
- 1942 : Герцогиня Ланже / La duchesse de Langeais
- 1942 : Закон весни / La loi du printemps
- 1942 : Понкарраль, полковник імперії / Pontcarral, colonel d'empire
- 1943 : Таємниці / Secrets
- 1943 : Секрет мадам Клапен / Le secret de Madame Clapain
- 1943 : Нескінченні сходи / L'escalier sans fin
- 1943 : Єдине кохання / Un seul amour
- 1943 : Лукреція / Lucrèce
- 1944 : Пасажир без багажу / Le voyageur sans bagages
- 1944 : Горбань / Le bossu
- 1945 : Мадемуазель X / Mademoiselle X
- 1945 : Пампушка / Boule de suif
- 1945 : Одного разу вночі / Seul dans la nuit
- 1945 : Частина тіні / La part de l'ombre
- 1946 : Поки я живу / Tant que je vivrai
- 1946 : Ідіот / L'Idiot
- 1946 : Повернення любові / Un revenant
- 1947 : Прекрасна подорож / Le beau voyage
- 1947 : Останній шанс / Les jeux sont faits
- 1948 : Нескінченний конфлікт / Éternel conflit
- 1948 : Від людини до людей / D'homme à hommes
- 1948 : Двоглавий орел / L'aigle à deux têtes
- 1948 : Бунтівник / La révoltée
- 1949 : Усі дороги ведуть в Рим / Tous les chemins mènent à Rome
- 1949 : Сінгоалла / Singoalla
- 1950 : Паризький вальс / La valse de Paris
- 1950 : Карусель / La ronde
- 1950 : Втрачені спогади / Souvenirs perdus
- 1951 : Олівія / Olivia
- 1951 : Синя борода / Blaubart
- 1952 : Насолода / Le plaisir
- 1952 : Фанфан-тюльпан / Fanfan la Tulipe
- 1952 : Прекрасні створіння / Adorables créatures
- 1952 : Імператорські фіалки / Violetas imperiales
- 1952 : Долі / Destinées
- 1953 : Мадам … / Madame de…
- 1953 : Лукреція Борджіа / Lucrèce Borgia
- 1954 : Таємниці алькова / Secrets d'alcôve
- 1954 : Мадам дю Баррі / Madame du Barry
- 1955 : Нана / Nana
- 1955 : Записки майора Томпсона / Les carnets du Major Thompson
- 1955 : Лола Монтес / Lola Montès
- 1956 : Зустріч у Парижі / Rencontre à Paris
- 1956 : Пригоди Тіля Уленшпігеля / Les aventures de Till L'Espiègle
- 1957 : Око за око / Oeil pour oeil
- 1957 : Шпигуни / Les espions
- 1957 : Бідний і красуня / Une manche et la belle
- 1958 : Монпарнас-19 / Les amants de Montparnasse
- 1958 : Двостороннє дзеркало / (Le Miroir à deux faces)
- 1958 : Максіма / Maxime
- 1958 : Крістіна / Christine
- 1959 : Чому ти прийшов так пізно? / Pourquoi viens-tu si tard?
- 1959 : Звір у засідці / La bête à l'affût
- 1959 : Прекрасна брехуха / Die schöne Lügnerin
- 1959 : Дорога школярів / Le chemin des écoliers
- 1960 : Фокусниці / Les magiciennes
- 1961 : Леви на волі / Les lions sont lâchés
- 1961 : Паризький блюз / Paris Blues
- 1961 : З серцем, що б'ється / Le coeur battant
- 1961 : Правдива гра / Le jeu de la vérité
- 1961 : Картуш / Cartouche
- 1962 : Злочин не вигідний / Le crime ne paie pas
- 1962 : Тереза Дескейру / Thérèse Desqueyroux
- 1962 : Віржині / Virginie
- 1963 : Шехерезада / Shéhérazade
- 1963 : Касабланка — гніздо шпигунів / Noches de Casablanca
- 1963 : Записки божевільного / Le journal d'un fou
- 1964 : Дивна дружба / Les Amitiés particulières
- 1965 : Самба / Samba
- 1965 : Мажордом / Le majordome
- 1965 : Стрілки Арізони / Los pistoleros de Arizona
- 1965 : Жінка з Бейрута / La dama de Beirut
- 1965 : Свята любові / Les fêtes galantes
- 1966 : Втрачена жінка / La mujer perdida
- 1967 : Відчайдушні одинаки / The Desperate Ones
- 1967 : Сім разів жінка / Woman Times Seven
- 1967 : Професійний ризик / Les risques du métier
- 1967 : Лист Карлі / Lettre à Carla
- 1968 : Птахи летять помирати в Перу / Les oiseaux vont mourir au Pérou
- 1969 : Чумацький Шлях / La voie lactée
- 1969 : Ця жінка / Esa mujer
- 1969 : Леандри / Las leandras
- 1970 : Бал графа д'Оржель / Le bal du comte d'Orgel
- 1971 : Вар'єте / Varietés
- 1972 : Оса — не дурна / Pas folle la guêpe